# Грегорі Пастель
Грегорі Пастель (фр. Grégory Pastel, нар. 18 вересня 1990, Фор-де-Франс) — мартиніканський та французький футболіст, півзахисник клубу «Рів'єр-Пійот» і національної збірної Мартиніки.

## Клубна кар'єра
У дорослому футболі дебютував 2006 року виступами за команду клубу «Рів'єр-Пійот», в якій провів один сезон. 
Своєю грою за цю команду привернув увагу представників тренерського штабу французького «Нансі», до складу якого приєднався 2007 року, проте наступні чотири роки грав за другу команду клубу.
2011 року уклав контракт з клубом «Мюлуз», у складі якого провів наступний рік своєї кар'єри гравця.  Більшість часу, проведеного у складі «Мюлуза», був основним гравцем команди.
З 2012 року один сезон захищав кольори команди клубу «Іврі». 
До складу клубу «Рів'єр-Пійот» повернувся 2013 року.

## Виступи за збірну
2014 року дебютував в офіційних матчах у складі національної збірної Мартиніки. Наразі провів у формі головної команди країни 12 матчів, забивши 3 голи.
У складі збірної був учасником розіграшу Золотого кубка КОНКАКАФ 2017 року у США.